# Phasmid Study Group
De Phasmid Study Group (PSG) is een internationale groep van liefhebbers van wandelende takken en wandelende bladeren. 
De groep die in 1980 opgestart is, geeft een lijst uit waar meer dan 300 wandelende takkensoorten en wandelende bladerensoorten in staan die door leden worden gehouden. Veel soorten wandelende takken worden daarom ook wel aangeduid met hun PSG-nummer. PSG: 1 is de Indische wandelende tak (Carausius morosus). 
Op de lijst worden ook tips gegeven voor de kweek en een aanduiding van het dieet waar de dieren op gedijen, met een moeilijkheidsgraad die aangeeft hoe lastig de verzorging is. Makkelijke soorten zijn door een beginner goed te houden, moeilijke die hoge eisen aan hun omgeving stellen alleen door specialisten. 

## Nederlands-Belgische afdeling van de Phasmid Study Group
Sinds 1988 hebben Nederlandse en Belgische leden van de Phasmid Study Group zich steeds meer verenigd. Eerst kreeg dit de vorm van halfjaarlijkse bijeenkomsten. In 1991 resulteerde dat tot Phasma kwartaalblad voor phasmidenliefhebbers. 

## PSG-lijst
Onderstaande een lijst van alle wandelende takken en wandelende bladeren, die beschreven zijn op de Nederlandstalige Wikipedia, met hun PSG-nummer.
| PSG | Wetenschappelijke naam        |
| --- | ----------------------------- |
| 1   | Carausius morosus             |
| 2   | Pseudodiacantha macklottii    |
| 3   | Bacillus rossius              |
| 4   | Sipyloidea sipylus            |
| 5   | Medauroidea extradentata      |
| 6   | Acanthoxyla prasina           |
| 7   | Clitarchus hookeri            |
| 8   | Bactrododema tiaratum         |
| 9   | Extatosoma tiaratum           |
| 10  | Phyllium bioculatum           |
| 12  | Anisomorpha buprestoides      |
| 14  | Eurycnema goliath             |
| 18  | Heteropteryx dilatata         |
| 23  | Eurycantha calcarata          |
| 26  | Haaniella echinata            |
| 45  | Clonopsis gallica             |
| 70  | Haaniella scabra              |
| 72  | Phyllium giganteum            |
| 84  | Oreophoetes peruana           |
| 112 | Haaniella erringtoniae        |
| 117 | Dares ulula                   |
| 123 | Leptynia hispanica            |
| 125 | Haaniella grayii              |
| 126 | Haaniella dehaanii            |
| 177 | Haaniella saussurei           |
| 195 | Sungaya inexpectata           |
| 234 | Xylica oedematosa             |
| 249 | Metriophasma diocles          |
| 260 | Diapherodes gigantea          |
| 270 | Peruphasma schultei           |
| 290 | Necroscia annulipes           |
| 295 | Acanthomenexenus polyacanthus |
| 306 | Megacrania batesii            |